# Кондракова, Татьяна Николаевна
Татьяна Николаевна Кондракова (1918, Курск — 16 апреля 1973, Москва) — советская актриса театра и кино.

## Биография
Родилась в 1918 году в Курске. Отец являлся инженером, мать была домашней хозяйкой.
Училась в школе. Будучи в старших классах была принята в театральную школу при Московском художественном театре. Играла в различных театрах, снялась в нескольких кинофильмах. Страдала психическим заболеванием, которое прогрессировало.
Ушла из жизни 16 апреля 1973 года в Москве. Похоронена на Ваганьковском кладбище.

### Личная жизнь
- Была замужем за художником В. П. Ефановым. У пары родилась дочь Екатерина[1].

## Фильмография
- 1936 — Гобсек — кукольница Жанна
- 1940 — Ветер с востока — Ганна
- 1940 — Цена жизни — Айна
- 1941 — Антон Иванович сердится — Дина

## Факты
Киновед А. Тремасов поведал о том, что об актрисе имеется мало информации. На официальном сайте киноведа также указано отчество «Иосифовна» и год рождения «1919-й», хотя на могиле всё указано верно, отчество «Николаевна» и год рождения «1918-й».